# Yinshania
Yinshania es un género de fanerógamas perteneciente a la familia Brassicaceae. Comprende 24 especies descritas y de estas, solo 7 aceptadas.

## Taxonomía
El género fue descrito por  Ma & Y.Z.Zhao y publicado en Acta Phytotaxonomica Sinica 17(3): 113–114. 1979[1979]. La especie tipo es: Dicrocaulon pearsonii N.E. Br.

## Especies aceptadas
A continuación se brinda un listado de las especies del género Yinshania aceptadas hasta octubre de 2014, ordenadas alfabéticamente. Para cada una se indica el nombre binomial seguido del autor, abreviado según las convenciones y usos.
- Yinshania acutangula (O.E. Schulz) Y.H. Zhang
- Yinshania furcatopilosa (K.C. Kuan) Y.H. Zhang
- Yinshania henryi (Oliv.) Y.H. Zhang
- Yinshania paradoxa (Hance) Y.Z. Zhao
- Yinshania rivulorum (Dunn) Al-Shehbaz, et al.
- Yinshania sinuata (K.C. Kuan) Al-Shehbaz, et al.
- Yinshania zayuensis Y.H. Zhang